# William Percy French
 (novembre 2018).
Si vous disposez d'ouvrages ou d'articles de référence ou si vous connaissez des sites web de qualité traitant du thème abordé ici, merci de compléter l'article en donnant les références utiles à sa vérifiabilité et en les liant à la section « Notes et références ».
Pour les articles homonymes, voir French.
William Percy French (Cloonyquin, comté de Roscommon, 1er mai 1854 – Formby, 24 janvier 1920) est un compositeur et parolier irlandais, également auteur d'aquarelles.